# Johan Schreiner

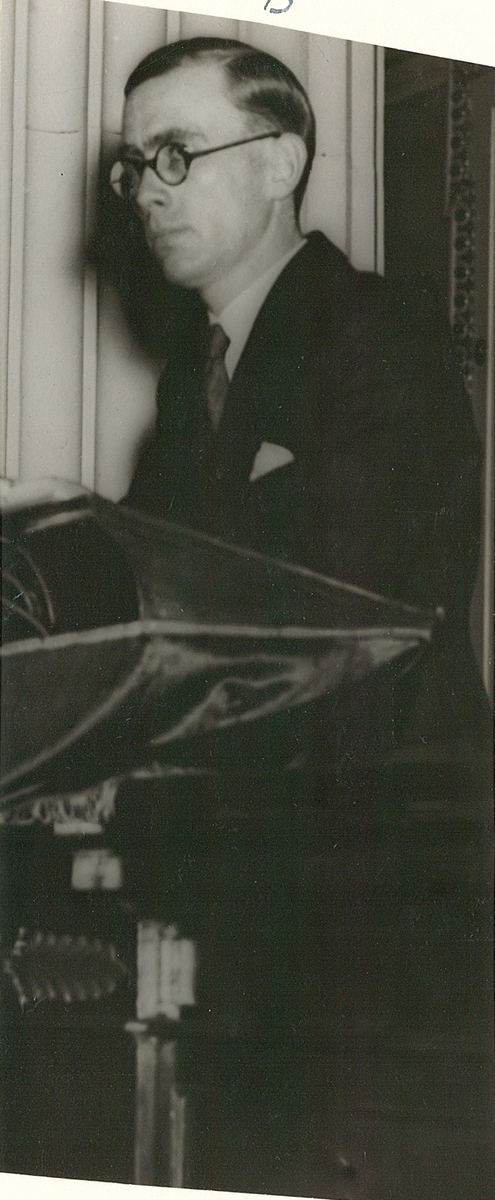
Johan Christian Schreiner (um 1940)

Johan Christian Schreiner (* 25. Mai 1903 in Drøbak; † 8. Oktober 1967 in Oslo) war ein norwegischer Historiker.

## Familie und Ausbildung
Seine Eltern waren der Professor Kristian Emil Schreiner (1874–1957) und die Ärztin und Anthropologin Alette Flach (1873–1951). Er heiratete in erster Ehe am 7. März 1928 die Redakteurin und Politikerin Kirsten Moe (1903–1974). Die Ehe wurde geschieden. In zweiter Ehe heiratete er am 2. Mai 1930 Astri Høst (1907–1969).
Johan Schreiner wuchs in Kristiania auf und legte dort 1921 das examen artium ab. Danach studierte er Philologie und bestand 1927 das Staatsexamen mit Geschichte als Hauptfach und Deutsch und Norwegisch als Nebenfach. 1932–1937 war er Universitätsstipendiat, ab 1939 Dozent und ab 1946 Professor für Geschichte.

## Wissenschaft
Seine historischen Forschungen betrafen zunächst die Periode der Reichseinigung, später auch den Niedergang im Spätmittelalter. Dann wandte er sich der Handelspolitik und Wirtschaftsgeschichte zu. Dazu hielt er sich in verschiedenen Archiven in Frankreich, Großbritannien, Dänemark, Schweden, den Niederlanden und Deutschland auf. Das Ergebnis waren umfangreiche Arbeiten über die Hanse und den holländischen Holzhandel in Norwegen. Über diesen Holzhandel verfasste er seine Dissertation, die er 1933 vorlegte. Er schrieb über Bankgeschichte, Versicherungsgeschichte und neuere Seefahrtsgeschichte. 1953 verfasste einen Band in Aschehougs Weltgeschichte über das europäische Mittelalter, der 1000 Jahre in 500 Seiten umfasste. Er gehörte zu den marxistisch geprägten Historikern.

## Ehrungen
1924 erhielt er des Königs Goldmedaille für hervorragende neuere Forschungen. Ab 1939 war er Mitglied von Det Norske Videnskaps-Akademi. Von 1947 bis 1955 war er Vorsitzender von Den norske historiske forening. Er erhielt auch die Goldmedaille der Universität Oslo für norwegische historische Forschung. 1965 erhielt er den St.-Olav-Orden als Ritter 1. Klasse.

## Werke (Auswahl)
- Tradisjon og saga om Olav den Hellige, Det Norske Videnskaps-Akademi Skr. II 1926 nr. 1, 1926
- Übersetzung der Fagrskinna. En norsk kongesaga, 1926
- Saga og oldfunn. Studier til Norges eldste historie, Det Norske Videnskaps-Akademi Skr. II 1927 nr. 4, 1927
- Olav den hellige og Norges samling, 1929
- Nederland og Norge 1625–1650. Trelastutførsel og handelspolitikk, Dissertation., Det Norske Videnskaps-Akademi Skr. II 1933 nr. 3, 1933
- Hanseatene og Norges nedgang, 1935
- Hanseatene og Norge i det 16. århundre, 1941
- Akers Sparebank gjennom hundre år 1843–1943, 1943
- Norske Liv 1844–1944 (zusammen mit N. Solberg), 1948
- Pest og prisfall i senmiddelalderen, Det Norske Videnskaps-Akademi Abhandlungen. II 1948 nr. 1, 1948
- Middelalderen. Tusen års grotid, bd. 2 i Aschehougs verdenshistorie, 1953
- Norsk skipsfart under krig og høykonjunktur 1914–1920, 1963